# Kapshi (stato)
Lo Stato di Kapshi fu uno stato principesco del subcontinente indiano, avente per capitale la città di Kapshi.

## Storia
Il padre del fondatore dello stato fu Shrimant Senapati Malojirao Ghorpade, il quale morì nella battaglia di Sangmeshwar contro i moghul. Generale dell'esercito dei maratha, ottenne il titolo di Senapati e divenne il primo regnante di Kapshi nella seconda metà del XVII secolo.

## Governanti
- SANTAJIRAO MALOJIRAO GHORPADE I ?-1696
- PIRAJIRAO SANTAJIRAO GHORPADE 1696-
- RANOJIRAO PIRAJIRAO GHORPADE I
- SANTAJIRAO GHORPADE II
- RAMCHANDRARAO SANTAJIRAO GHORPADE I
- SANTAJIRAO RAMCHANDRARAO GHORPADE II
- RAMCHANDRARAO SANTAJIRAO GHORPADE II ?-1857
- SANTAJIRAO RAMCHANDRARAO GHORPADE III 1857-1889
- JAISINHRAO LAKSHMANRAO GHORPADE I 1889-?
- SANTAJIRAO GHORPADE IV
- JAISINGHRAO SANTAGIRAO GHORPADE II